# Mindaugasi
Mindaugasi (litovsko Mindaugo giminė) so bili prva kraljeva družina Velike litovske kneževine, imenovana po Mindaugasu, prvem znanem  in nedvomnem suverenu Litve (živel 1203-1263). 
Mindaugas je bil leta 1253 okronan za kralja Litve in deset let pozneje umorjen. Znani del  njegove družine se konča z njegovimi otroki in vnuki. O njegovih pravnukih ali kakršnih koli vezeh z Gediminoviči, dinastijo vladarjev Litve in Poljske, ki se je začela z Butigeidisom okoli leta 1285 in končala s Sigismundom II. Avgustom leta 1572, ni nobenega podatka.
Zgodovinarji so morali zaradi izjemno redkih pisnih virov o zgodnji zgodovini Litve v  rekonstrukcijo njihovega družinskega drevesa vložiti veliko napora in predpostavk. Rekonstrukcijo so dodatno zapletki rodovniki iz 16.-17. stoletja, med katerimi je najbolj znana Bihovska kronika, ki so legende in dejstva pomešali v eno celoto. V teh rodoslovjih so precej priljubljene in razširjene legende o Palemonidih, plemiški družini iz Rimskega cesarstva, ki se je naselila v Litvi in ustanovila vojvodino. Pravi zgodovinski podatki izhajajo iz ruskih in livonskih kronik, med katerimi je najpomembnejša Ipatska kronika.

## Družinsko drevo
Mindaugas in njegov brat Dausprungas sta bila prvič omenjena med petimi velikimi vojvodami leta 1219 v sporazumu z Galicijo-Volinijo. Ker sta bila takrat oba relativno mlada, pomeni, da sta svoj visok položaj podedovala. Edini vir, ki omenja njunega očeta, je livonska  Rhimedova kronika, ki pravi, da je bil močan veliki vojvoda (ein kunic grôß). Kronike iz 16.–17. stoletja, ga imenujejo Ringold (litovsko Rimgaudas) in ga umeščajo v legendo o Palemonidih. V sporazumu iz leta 1219 sta med petimi visokimi vojvodami omenjena  dva para mladih bratov, Mindaugas in Dausprungas ter Daujotas in Vilikaila, za katere je zgodovinar Edvardas Gudavičius trdil, da so bili zelo verjetno sinovi močnih litovskih vojvod Daugirutisa in Stekšisa, ubitih leta 1213 in 1214.
Dausprungas ni omenjen nikjer drugje, znano pa je, da je imel Mindaugas dva nečaka, Tautvilasa in Gedvidasa, ki sta se vojskovala proti svojemu stricu. Ker zgodovinarji nimajo podatkov o drugih Mindaugasovih bratih, se na splošno domneva, da sta bila brata Dausprungasova sinova. Med državljansko vojno 1249–1252 sta Tautvilas in Gedvidas za pomoč prosila svojega svaka Daniela Galicijskega. Ta podatek kaže, da sta imela tudi sestro. Sestra je bila druga Danielova žena in z njim ni imela otrok. Dausprugasova žena je morala biti sestra vojvode Samogitija Vikintasa, saj je bil Vikintas Tautvilasov in  Gedvidasov stric. Verjame se, da je Gedvidas umrl leta 1253 v pohodu na Češko, saj je zadnjič omenjen prav takrat. Tautvilasa je ubil njegov bratranec Treniota leta 1263. Nekateri zgodovinarji domnevajo, da je imel Tautvilas sina Konstantina, ki je vladal Vitebsku. Drugi se z njimi ne strinjajo in trdijo, da bi njegov sin lahko bil Ajgust, ki ga je Novgorod leta 1271 poslal v Pskov.
Domneva se, da je imel Mindaugas tri žene, čeprav o prvi ni nič znanega. Domneva je nastala, ker je imel Mindaugas dva starejša otroka, sina Vajšvilkasa in hčerko neznanega imena, ki sta že živela samostojno, medtem ko so bili otroci, ki jih je imel Mindaugas z Morto, mladi in še vedno odvisni od očeta. Vajšvilkas je postal tako vdan pravoslavec, da se je prostovoljno odrekel naslovu velikega vojvode Litve v korist svojega svaka Švarna in umrl brez naslednika. Edina znana Mindaugasova hči je s poroko s Švarnom leta 1255 postala galicijska kraljica (1255–1264) in kneginja Hełmska (1264). Po enem viru naj bi po Švarnovi smrti njegov brat Lev Galicijski poročil vdovo Ramono, ki je bila brez otrok,  s svojim zaveznikom grofom Hujdom. Njuni otroci so bili začetniki plemiške družine Sas v zahodni Ukrajini in na Poljskem.
V komentarju sporazuma z Galicijo-Volinijo iz leta 1219 je zapisano, da je Mindaugas vzel za svojo ženo Vismantasa iz družine Bulionis. Domneva se, da sta Vismantasova žena in Morta ista oseba. Znano je, da je Vismantas umrl leta 1252 v bitki proti Mindaugasu, datum Mindaugasove poroke  z Morte pa ni znan. O tem, koliko otrok je imela Morta, se mnenja razhajajo. Kronike iz leta 1261 omenjajo sinova Replisa in Gerstukasa, kronike iz leta 1263 pa sinova Ruklisa in Rupeikisa, umorjena skupaj z Mindaugasom. Ker sta na razpolago samo tadva podatka, gre lahko za ista brata s popačeno zapisanimi imeni  ali za dva para bratov. Podatkov o tekmecih za litovsko krono po umorih ni, razen o Vajšvilkasu in Tautvilasu. To bi lahko pomenilo, da sta dva ali štirje bratje umrli v mladosti.
Po Mortini smrti leta 1262 je Mindaugas vzel za ženo njeno sestro, katere ime ni znano, čeprav je bila poročena z Daumantasom. To dejanje je Daumantasa spodbudilo, da je sklenil zavezništvo z Mindaugasovovim nečakom Trenioto in s pomočjo svojih sinov Mindaugasa ubil. Domneva se, da je bil Daumantas  sin ali vojvode Samogitija ali Vikintasa ali Erdvilasa. Če je bil njegov oče Vikintas, je obstajala dvojna poroka: Vikintasova sestra se je poročila z Dausprungasom, Dausprungasova (in Mindaugasova) sestra pa z Vikintasom. Erdvilas je v sporazumu iz leta 1219 omenjen le enkrat. Drugi nečak, Lengvenis, je igral pomembno vlogo v litovski državi v letih 1242–1260.

| Prednik |        |  | Otroci                               |  |  | Snaha/zet                                  |        |  | Vnuki                                               |
| |        |  |                                      |  |  |                                            |        |  |                                                     |
| |        |  |                                      |  |  |                                            |        |  | Hčerka                                              |
| |        |  |                                      |  |  |                                            |        |  | Soprog: Danijel Galicijski, kralj Galicije-Volinije |
| |        |  |                                      |  |  |                                            |        |  |                                                     |
| |        |  | Dausprungas                          |  |  | Neznano ime                                |        |  | Tautvilas                                           |
| |        |  | Omenjen samo leta 1219               |  |  | Vikintasova sestra                         |        |  | Umrl leta 1263                                      |
| |        |  |                                      |  |  |                                            |        |  |                                                     |
| |        |  |                                      |  |  |                                            |        |  | Gedvidas                                            |
| |        |  |                                      |  |  |                                            |        |  | Umrl okoli leta 1253                                |
| |        |  |                                      |  |  |                                            |        |  |                                                     |
| |        |  |                                      |  |  |                                            |        |  | Vaišvilkas                                          |
| |        |  |                                      |  |  | Neznano ime (prva žena)                    |        |  | Veliki vojvoda Litve 1264–1267                      |
| |        |  |                                      |  |  | Neznano ime (prva žena)                    |        |  |                                                     |
| |        |  |                                      |  |  | Neznano ime (prva žena)                    |        |  |                                                     |
| |        |  |                                      |  |  | Neznano ime (prva žena)                    | Hčerka |  |                                                     |
| |        |  |                                      |  |  |                                            |        |  | Poročena s Švarnom, kraljem Galicije                |
| |        |  |                                      |  |  |                                            |        |  |                                                     |
| |        |  |                                      |  |  |                                            |        |  | Replis                                              |
| |        |  |                                      |  |  |                                            |        |  | Omenjen samo leta 1261                              |
| |        |  |                                      |  |  |                                            |        |  |                                                     |
| |        |  |                                      |  |  |                                            |        |  | Gerstukas                                           |
| Mindaugasov oče |        |  | Mindaugas                            |  |  | Morta (druga žena)                         |        |  | Omenjen samo leta 1261                              |
| Mindaugasov oče |        |  | Mindaugas                            |  |  | Morta (druga žena)                         |        |  |                                                     |
| Legendarni Ringold |        |  | Veliki vojvoda/kralj Litve 1236–1263 |  |  | Vismantasova žena, umrla okoli leta 1262   |        |  |                                                     |
| Legendarni Ringold |        |  | Veliki vojvoda/kralj Litve 1236–1263 |  |  | Vismantasova žena, umrla okoli leta 1262   |        |  |                                                     |
| Legendarni Ringold | Ruklis |  | Veliki vojvoda/kralj Litve 1236–1263 |  |  | Vismantasova žena, umrla okoli leta 1262   |        |  |                                                     |
| |        |  |                                      |  |  |                                            |        |  | Umrl leta 1263                                      |
| |        |  |                                      |  |  |                                            |        |  |                                                     |
| |        |  |                                      |  |  |                                            |        |  | Rupejkis                                            |
| |        |  |                                      |  |  |                                            |        |  | Umrl leta 1263                                      |
| |        |  |                                      |  |  |                                            |        |  |                                                     |
| |        |  |                                      |  |  | Neznano ime (tretja žena)                  |        |  |                                                     |
| |        |  |                                      |  |  | Žena Daumantasa Pskovskega, Mortina sestra |        |  |                                                     |
| |        |  |                                      |  |  |                                            |        |  |                                                     |
| |        |  | Hčerka                               |  |  | Neznano ime                                |        |  | Lengvenis                                           |
| |        |  |                                      |  |  | Vojvoda Nalšije                            |        |  | Umrl po letu 1260                                   |
| |        |  |                                      |  |  |                                            |        |  |                                                     |
| |        |  | Hčerka                               |  |  | Vikintas ali Erdvilas                      |        |  | Treniota                                            |
| |        |  |                                      |  |  | Vojvoda Samogitije                         |        |  | Veliki vojvoda Litve 1263–1264                      |
| Glavni vir: Kiaupa, Zigmantas; Jūratė Kiaupienė; Albinas Kunevičius (2000) [1995]. The History of Lithuania Before 1795 (English izd.). Vilnius: Lithuanian Institute of History. str. 67. ISBN 9986-810-13-2. |        |  |                                      |  |  |                                            |        |  |                                                     |